# Persone uccise negli anni di piombo (1979)
Di seguito viene riportata una sintetica cronologia delle vittime provocate in Italia durante gli anni di piombo nel 1979.

## Vittime del 1979
| Data         | Nome comune                                      | Località            | Responsabili                                                                                         | Vittime                                                                      | Note |
| ------------ | ------------------------------------------------ | ------------------- | --- | ---------------------------------------------------------------------------- | --- |
| 10 gennaio   | Omicidio di Alberto Giaquinto                    | Roma                | Alessio Speranza (poliziotto)                                                                        | Alberto Giaquinto (FUAN)                                                     | Venne colpito alla nuca da un proiettile sparato da un poliziotto in borghese durante una manifestazione per l'anniversario della strage di Acca Larenzia |
| 10 gennaio   | Omicidio di Stefano Cecchetti                    | Roma                | Compagni Organizzati per il Comunismo                                                                | Stefano Cecchetti (FdG)                                                      | La vittima era uno studente non particolarmente politicizzato. |
| 19 gennaio   | Omicidio di Giuseppe Lorusso                     | Torino              | Maurice Bignami, Fabrizio Giai, Bruno La Ronga e Silveria Russo (Prima Linea)                        | Giuseppe Lorusso (agente di polizia penitenziaria)                           | Viene ucciso alle 7:10 all'uscita dalla sua abitazione, mentre si reca alla sua auto per andare al lavoro. |
| 24 gennaio   | Omicidio di Guido Rossa                          | Genova              | Lorenzo Carpi, Riccardo Dura e Vincenzo Guagliardo (Brigate Rosse)                                   | Guido Rossa (attivista del PCI e della CGIL)                                 | Guido Rossa aveva denunciato un suo compagno di lavoro, Francesco Berardi, mentre distribuiva volantini delle BR (Berardi, arrestato, si suicidò, e la colonna genovese del terrorismo prese il suo nome). I brigatisti avrebbero dovuto gambizzarlo, ma uno di loro lo uccise sparandogli un colpo al cuore. |
| 29 gennaio   | Omicidio di Emilio Alessandrini                  | Milano              | Marco Donat-Cattin, Bruno Rossi Palombi, Sergio Segio e Michele Viscardi (Prima Linea)               | Emilio Alessandrini (magistrato)                                             | Secondo la rivendicazione Alessandrini fu ucciso non in quanto simbolo dello Stato, ma per l'impegno che poneva nel rendere più moderna e più funzionale la struttura giudiziaria. |
| 16 febbraio  | Omicidio di Pierluigi Torregiani                 | Milano              | Cesare Battisti, Gabriele Grimaldi, Sebastiano Masala e Giuseppe Memeo (PAC)                         | Pierluigi Torregiani (civile)                                                | Pierluigi Torreggiani e la sua guardia del corpo avevano giorni prima risposto ad un tentativo di rapina uccidendo un malvivente. Cesare Battisti è stato condannato per avere organizzato l'agguato. Alcuni intellettuali continuano a sostenere la sua innocenza. |
| 16 febbraio  | Omicidio di Lino Sabbadin                        | Santa Maria di Sala | Cesare Battisti e Diego Giacomini (PAC)                                                              | Lino Sabbadin (civile)                                                       | La rivendicazione accusava Sabbadin di aver ucciso un uomo che tentava di rapinarlo. |
| 23 febbraio  | Uccisione di Rosario Scalia                      | Barzanò             | Comitati comunisti rivoluzionari                                                                     | Rosario Scalia (guardia giurata)                                             | Ucciso durante un tentativo di rapina. |
| 28 febbraio  | Uccisione di Matteo Caggegi e Barbara Azzaroni   | Torino              | Forze dell'ordine                                                                                    | Barbara Azzaroni e Matteo Caggegi (Prima Linea)                              | Uccisi nel corso di una sparatoria con la polizia. |
| 9 marzo      | Uccisione di Emanuele Iurilli                    | Torino              | Maurice Bignami, Fabrizio Giai, Bruno La Ronga, Silveria Russo e Giancarlo Scotoni (Prima Linea)     | Emanuele Iurilli (civile)                                                    | Emanuele Iurilli fu colpito durante uno scontro a fuoco tra terroristi e forze dell'ordine. I terroristi volevano vendicare i due compagni morti e decisero di colpire Carmine Civitate (proprietario del bar in cui Azzaroni e Caggegi erano stati uccisi) sospettato di essere una spia della Questura. |
| 13 marzo     | Omicidio di Giuseppe Gurrieri                    | Bergamo             | Guerriglia Proletaria                                                                                | Giuseppe Gurrieri (carabiniere)                                              | La rivendicazione afferma che l'obiettivo non era l'omicidio di Gurrieri ma il sequestro di Pier Sandro Gualteroni, medico nelle carceri di Bergamo. |
| 20 marzo     | Omicidio di Mino Pecorelli                       | Roma                | Ignoti                                                                                               | Mino Pecorelli (giornalista)                                                 | Viene ucciso da un sicario che lo attende sotto la redazione di OP. Nel 1993 i collaboratori di giustizia Tommaso Buscetta e Francesco Marino Mannoia indicarono in Giulio Andreotti il mandante dell'omicidio, sostenendo che l'ex Presidente del Consiglio voleva evitare la pubblicazione di documenti e inchieste compromettenti. Nel 2003 la Cassazione ha assolto Andreotti e gli altri imputati per non aver commesso il fatto. |
| 29 marzo     | Omicidio di Italo Schettini                      | Roma                | Brigate Rosse                                                                                        | Italo Schettini (consigliere provinciale della DC)                           | Alcuni terroristi lo attendono sul portone del suo studio e lo uccidono con alcuni colpi di pistola. |
| 19 aprile    | Omicidio di Andrea Campagna                      | Milano              | Cesare Battisti (PAC)                                                                                | Andrea Campagna (agente di P.S.)                                             | Durante il processo Pietro Mutti, membro dei PAC diventato collaboratore di giustizia, accusò Cesare Battisti di aver direttamente eseguito l'assassinio. |
| 19 aprile    | Omicidio di Ciro Principessa                     | Roma                | Claudio Minetti (MSI)                                                                                | Ciro Principessa (FGCI)                                                      | Claudio Minetti, ex militante di Avanguardia Nazionale, entrò nella sezione del PCI di Torpignattara armato di coltello. |
| 3 maggio     | Attacco alla sede regionale DC di piazza Nicosia | Roma                | Brigate Rosse                                                                                        | Antonio Mea e Pierino Ollanu (poliziotti)                                    | I poliziotti vengono uccisi in uno scontro a fuoco con i terroristi, che avevano appena piazzato ordigni esplosivi nella sede del comitato regionale della DC. |
| 16 giugno    | Morte di Francesco Cecchin                       | Roma                | Agguato comunista                                                                                    | Francesco Cecchin (FdG)                                                      | Stefano Marozza fu assolto nel 1981 dall'accusa di aver partecipato all'aggressione che costò la vita al giovane missino. Tuttavia la dinamica dei fatti accertò la tesi dell'omicidio volontario. |
| 11 luglio    | Omicidio di Giorgio Ambrosoli                    | Milano              | William Joseph Aricò (killer professionista)                                                         | Giorgio Ambrosoli (avvocato)                                                 | Ucciso da un sicario del finanziere, bancarottiere e mafioso Michele Sindona. |
| 13 luglio    | Omicidio di Bartolomeo Mana                      | Druento             | Vito Biancorosso, Marco Donat-Cattin, Francesco Giuffrida e Roberto Sandalo (Prima Linea)            | Bartolomeo Mana (vigile urbano)                                              | Ucciso durante una rapina alla Cassa di Risparmio di Torino, poco dopo le 9:00. |
| 13 luglio    | Omicidio di Antonio Varisco                      | Roma                | Brigate Rosse                                                                                        | Antonio Varisco (colonnello dei carabinieri)                                 | Ucciso in un agguato al ponte Matteotti, mentre raggiungeva il suo ufficio. |
| 18 luglio    | Omicidio di Carmine Civitate                     | Torino              | Maurice Bignami, Marco Donat-Cattin, Fabrizio Giai, Roberto Sandalo e Michele Viscardi (Prima Linea) | Carmine Civitate (civile)                                                    | La rivendicazione parla di vendetta per la morte di Barbara Azzaroni e Matteo Caggegi: Civitate aveva però acquistato il bar dove erano stati uccisi solo dopo quel fatto di sangue. |
| 21 settembre | Omicidio di Carlo Ghiglieno                      | Torino              | Maurice Bignami, Fabrizio Giai, Roberto Sandalo e Paolo Zambianchi (Prima Linea)                     | Carlo Ghiglieno (dirigente industriale FIAT)                                 | Viene colpito da 7 colpi sparati alla testa e alla schiena. |
| 9 ottobre    | Omicidio di Roberto Cavallaro                    | Rovigo              | Nuclei Armati Rivoluzionari                                                                          | Roberto Cavallaro (extraparlamentare di sinistra)                            | Muore subito dopo il ricovero in ospedale per le gravi lesioni interne riportate a seguito di un investimento automobilistico avvenuto senza testimoni dinanzi alla propria abitazione. Una telefonata al quotidiano Il Mattino di Padova rivendica l'uccisione a nome dei NAR. |
| 9 novembre   | Omicidio di Michele Granato                      | Lercara Friddi      | Brigate Rosse                                                                                        | Michele Granato (poliziotto)                                                 | Ucciso mentre stava riaccompagnando a casa la fidanzata. |
| 21 novembre  | Omicidio di Vittorio Battaglini e Mario Tosa     | Genova              | Brigate Rosse                                                                                        | Vittorio Battaglini (maresciallo dei carabinieri) e Mario Tosa (carabiniere) | Uccisi mentre stavano bevendo il caffè in un bar. |
| 27 novembre  | Omicidio di Domenico Taverna                     | Genova              | Brigate Rosse                                                                                        | Domenico Taverna (maresciallo di polizia giudiziaria)                        | Ucciso in un agguato si stava recando a piedi e in abiti civili nel garage per prelevare la sua auto. |
| 7 dicembre   | Omicidio di Mariano Romiti                       | Roma                | Brigate Rosse                                                                                        | Mariano Romiti (comandante di polizia giudiziaria)                           | Ucciso mentre stava percorrendo via Marini in abiti civili: due terroristi spararono e il comandante non ebbe nemmeno il tempo di estrarre la pistola. |
| 14 dicembre  | Uccisione di Roberto Pautasso                    | Rivoli              | Forze dell'ordine                                                                                    | Roberto Pautasso (Prima Linea)                                               | Ucciso nel corso di una sparatoria. |
| 17 dicembre  | Omicidio di Antonio Leandri                      | Roma                | Sergio Calore, Antonio D'Inzillo, Bruno Mariani e Antonio Proietti (NAR)                             | Antonio Leandri (civile)                                                     | Ucciso per uno scambio di persona: il vero obiettivo dell'attentato era l'avvocato Giorgio Arcangeli. |